# Kapela Maliszów

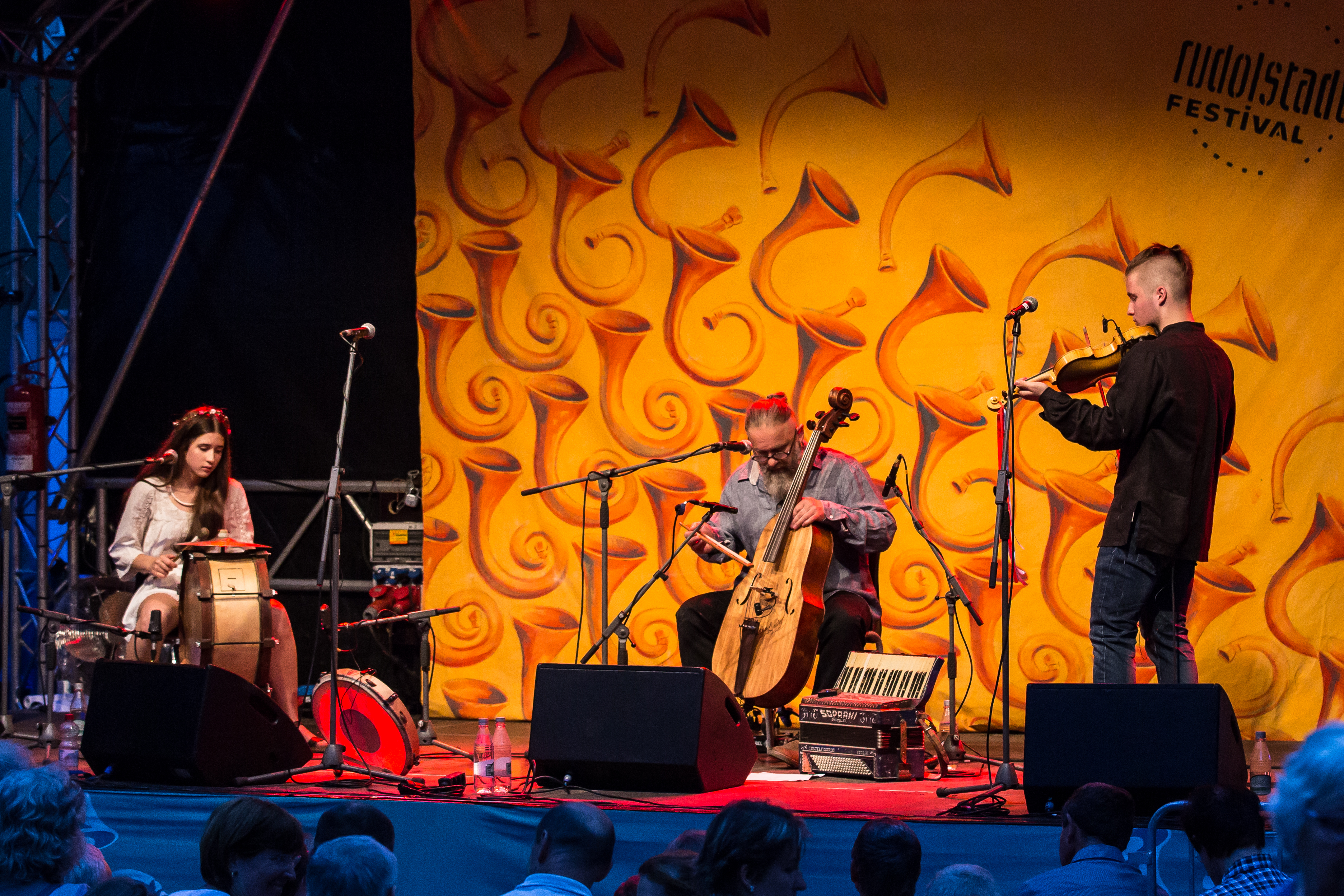
Zespół podczas koncertu na Rudolstadt Festival, 2016

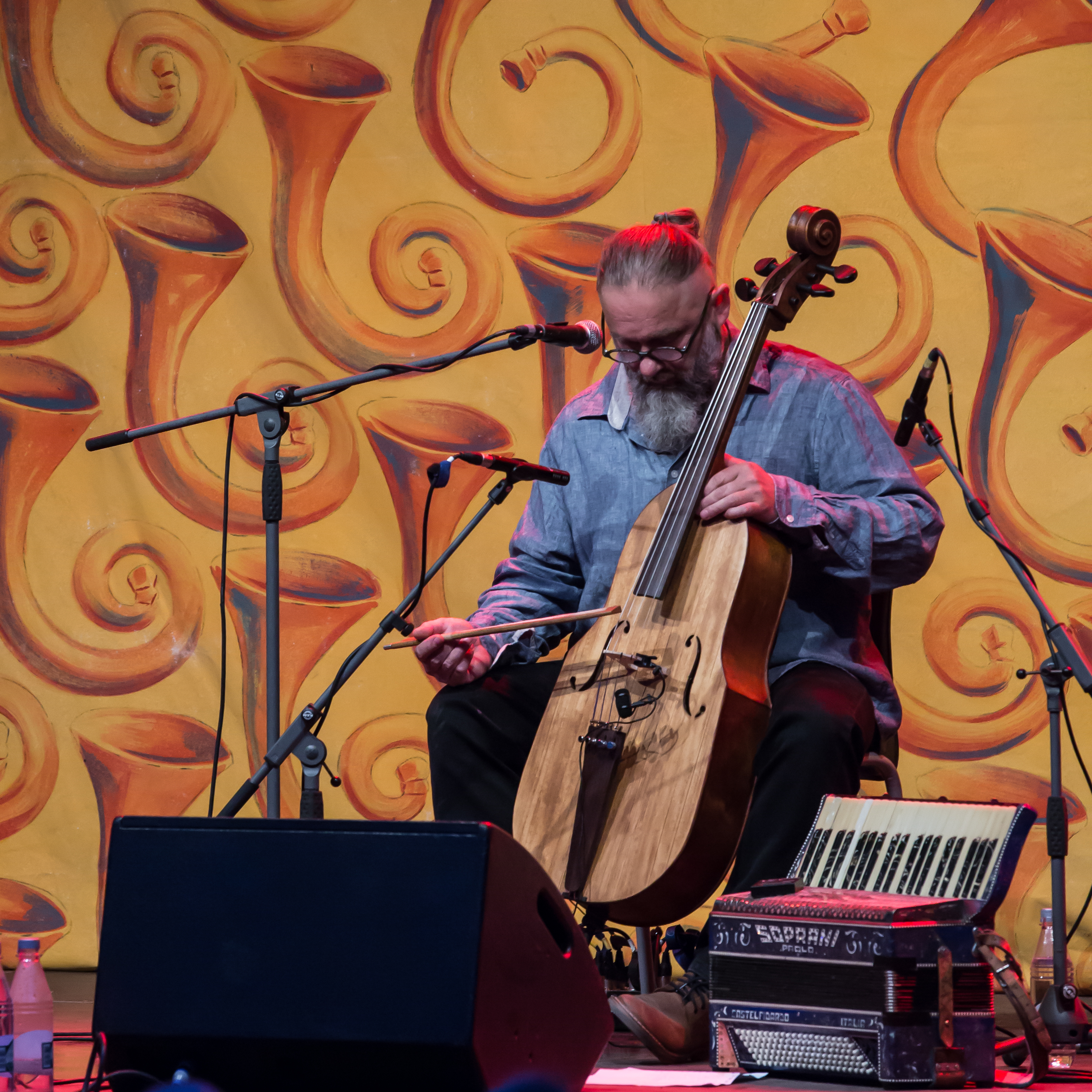
Jan Malisz podczas koncertu na Rudolstadt Festival, 2016

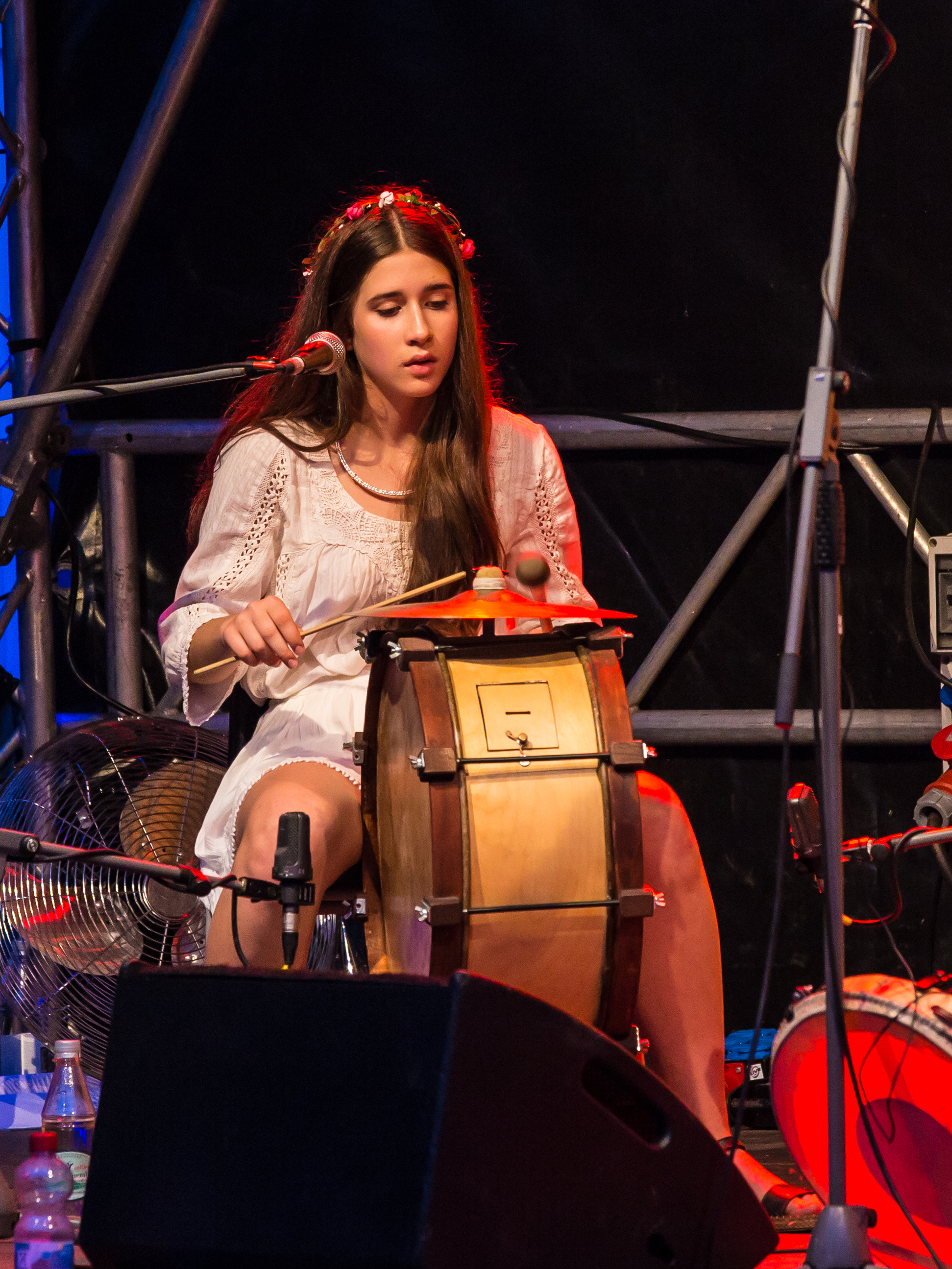
Zuzanna Malisz podczas koncertu na Rudolstadt Festival, 2016

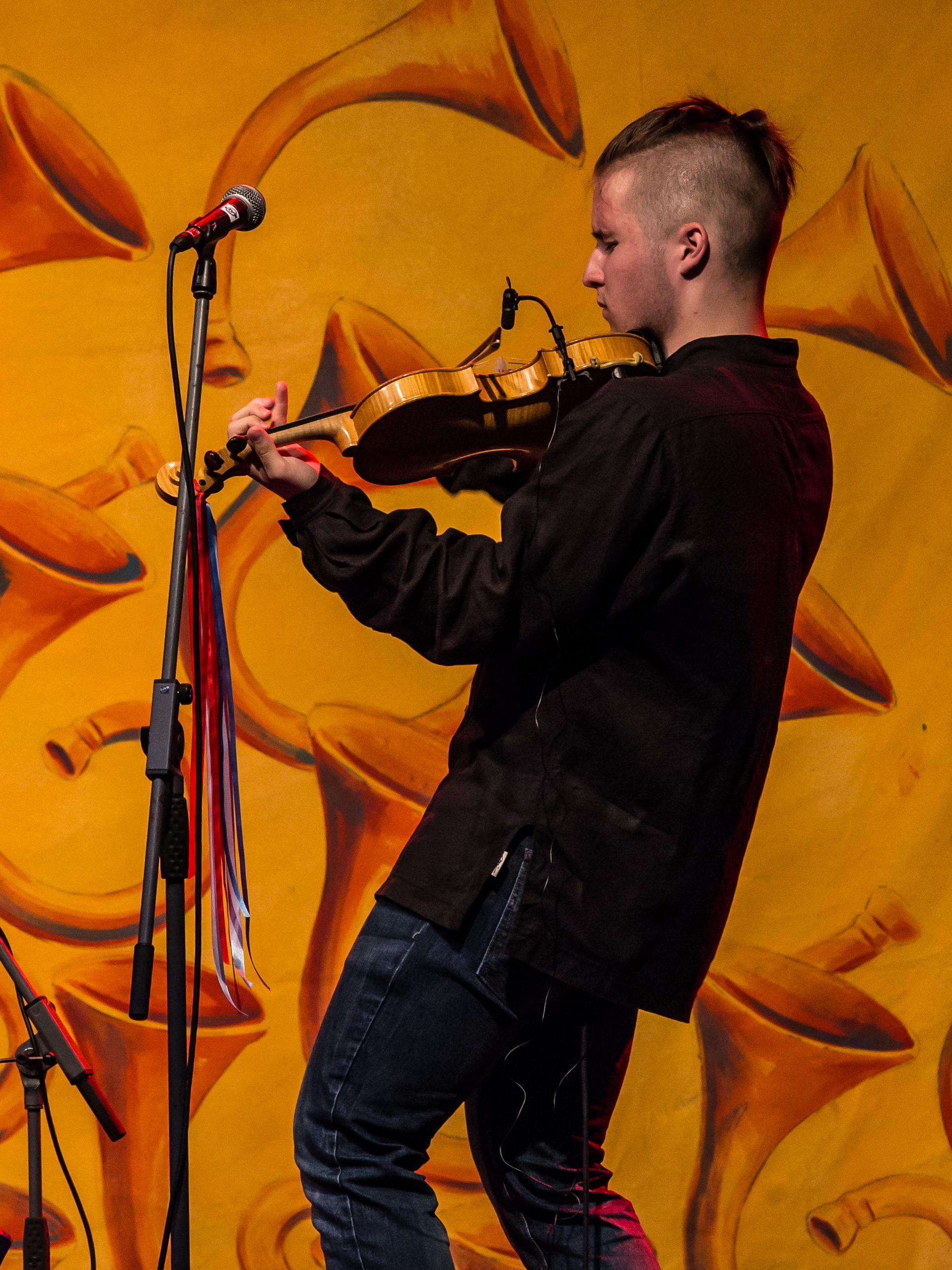
Kacper Malisz podczas koncertu na Rudolstadt Festival, 2016

Kapela Maliszów – polski zespół grający muzykę ludową i folkową.
Kapela założona została przez Jana Malisza i jego dzieci Zuzannę i Kacpra.
Kapela gra muzykę z okolic powiatu gorlickiego oraz całego regionu Karpat w tradycyjnym składzie – na skrzypcach, basach i bębnie, w sposób archaiczny i improwizowany. Nie stronią także od rytmów mazurkowych z nizinnych regionów Polski.
Kapela koncertowała na festiwalach w krajach takich jak: Polska, Irlandia, Wielka Brytania, Niemcy, Belgia, Szwajcaria, Dania, Finlandia, Szwecja, Estonia, Ukraina, Słowacja, Czechy, Węgry, Portugalia, Malezja itd.

## Instrumentarium
Skrzypce oraz baraban z instrumentarium kapeli pochodzą od ojca Jana Malisza, Józefa. Ojciec przekazał założycielowi kapeli także podstawy gry na wielu instrumentach. Jan Malisz jest równocześnie lutnikiem i ma pracownię zajmującą się budową instrumentów, takich jak skrzypce, basy, lira korbowa, nyckelharpa, fujarki otworowe i bezotworowe.

## Skład kapeli
- Zuzanna Malisz – śpiew, baraban, bęben obręczowy
- Kacper Malisz – skrzypce
- Jan Malisz – skrzypce sekund, basy, harmonia

## Nagrody
- 2017- I miejsce w konkursie „Folkowy Fonogram Roku” za płytę „Wiejski Dżez”
- 2015- III miejsce w konkursie „Folkowy Fonogram Roku” za płytę „Mazurki Niepojęte”
- 2013 – I miejsce oraz nagroda publiczności konkursu Stara Tradycja przy Festiwalu Wszystkie Mazurki Świata 2013 w Warszawie
- 2013 – I miejsce Festiwalu Śpiewaków i Kapel Ludowych w Kazimierzu Dolnym 2013
- 2013 – Nagroda główna „Karpacki Grajek” – Festiwal Folkloru Karpat w Trzcinicy

- 2014 – I miejsce na Międzynarodowym Festiwalu Muzyki Ludowej Mikołajki Folkowe
- 2014 – II miejsce na Festiwalu Nowa Tradycja oraz Złote Gęśle dla Kacpra Malisza
- 2014 – III miejsce dla Jana Malisza w kategorii multiinstrumentalista na Festiwalu Folkloru Górali Polskich 2014 w Żywcu[2]
- Nagroda specjalna dla Kacpra Malisza – festiwal Sabałowe Bajania w Bukowinie Tatrzańskiej 2013[3].

## Dyskografia
- 2015 – Mazurki niepojęte wydawca: Karrot
- 2017 – Wiejski dżez wydawca: Unzipped Fly[4]